# Volker Erner
Volker Erner (* 23. Juni 1962 in Sundern) ist ein deutscher Politiker (CDU) und ehemaliger Bürgermeister von Erftstadt. Seit Januar 2001 war Erner der erste Beigeordnete in Erftstadt. Im Oktober 2008 wurde er vom Rat der Stadt Erftstadt für weitere acht Jahre wiedergewählt und seit dem 11. Juni 2013 war er hauptamtlicher Bürgermeister von Erftstadt. Bei den Kommunalwahlen in Nordrhein-Westfalen 2020 trat Erner nicht erneut an, als Nachfolgerin wurde Carolin Weitzel, ebenfalls CDU, gewählt.

## Ausbildung und Beruf
Volker Erner hat 1981 Abitur gemacht und hat anschließend an der Westfälischen Wilhelms-Universität Münster ein Studium der Rechtswissenschaften aufgenommen. Dieses hat er 1988 mit dem 1. juristischen Staatsexamen abgeschlossen.
Seinen Zivildienst leistete er von 1988 bis 1990 auf einer Pflegestation im Seniorenwohnheim der Arbeiterwohlfahrt in Erftstadt-Lechenich ab. Den juristischen Referendardienst absolvierte er im Bezirk des Oberlandesgerichts Köln von 1990 bis 1993 und mit dem Abschluss des 2. juristischen Staatsexamens im April 1993 erwarb er die Qualifikation zum Volljuristen mit der Befähigung zum Richteramt. Ebenfalls im Jahre 1993 begann Volker Erner seine Verwaltungstätigkeit als städtischer Rechtsrat bei der Stadt Köln. Hier stieg er bis zu seinem Wechsel nach Erftstadt zum städtischen Oberrechtsrat auf.
Seit Januar 2001 war Erner der erste Beigeordnete in Erftstadt und im Oktober 2008 wurde er vom Rat der Stadt Erftstadt für weitere acht Jahre wiedergewählt. Bei der Bürgermeisterwahl von Erftstadt 2013 wurde er mit 52,4 % der abgegebenen Stimmen gewählt und erreichte damit die absolute Mehrheit im ersten Wahlgang, seit dem 11. Juni 2013 war er hauptamtlicher Bürgermeister von Erftstadt. 
Zu seinen bedeutendsten Leistungen während seiner Amtszeit als 1. Beigeordneter in Erftstadt zählt die Umwandlung aller Erftstädter Grundschulen in Offene Ganztagsschulen sowie die Umwandlung zweier weiterführender Schulen in gebundene Ganztagsschulen. Die Kinderbetreuung in Erftstadt wurde unter seiner Führung auf einen pädagogisch modernen und bedarfsgerechten Stand gebracht. In sozialpolitischer Hinsicht war er maßgeblich beteiligt bei der Gründung der ARGE-Rhein-Erft und der damit verbundenen Einrichtung eines Job-Centers vor Ort in Erftstadt. Die Belange der Senioren, der Menschen mit Behinderung sowie der sozial Bedürftigen in Erftstadt haben durch sein Engagement und durch von ihm initiierte Vorhaben eine neue Wahrnehmung in der Öffentlichkeit erfahren.

## Partei
Volker Erner ist seit 2000 Mitglied der CDU, seit 2005 Mitglied der CDA und seit 2008 Mitglied der KPV der CDU. Erner gehört zudem dem Vorstand der CDU-Erftstadt an.

## Privat
Volker Erner ist verheiratet, hat zwei Kinder und wohnt seit 1994 in Lechenich. Er ist in mehreren Vereinen der Kultur, des Brauchtums und des Sports engagiert.